# Lorenzo Lollo
Lorenzo Lollo (Carrara, 8 dicembre 1990) è un calciatore italiano, centrocampista del Viareggio.

## Biografia
Ha lavorato come bagnino prima di diventare un calciatore professionista.

## Caratteristiche tecniche
Lollo è un centrocampista, in grado di interpretare con efficacia entrambe le fasi di gioco. In carriera è stato impiegato da mezzala, mediano davanti alla difesa e trequartista. È in possesso di un buon tiro dalla distanza.

## Carriera
Inizia a giocare a calcio nelle giovanili dello Spezia. Nel 2008 viene tesserato dalla Fiorentina, che lo aggrega alla formazione Primavera. Il 16 luglio 2009 viene ceduto in prestito allo Spezia, in Lega Pro Seconda Divisione. Termina la stagione – conclusa con la promozione dei liguri in Lega Pro Prima Divisione – con 15 presenze complessive. Il 7 luglio 2010 viene ceduto in comproprietà allo Spezia. Il 6 maggio 2012, grazie alla vittoria per 3-0 sul Latina, lo Spezia vince – all'ultima giornata di campionato – il proprio girone, ottenendo la promozione in Serie B. A questa vittoria seguiranno quelle della Coppa Italia Lega Pro e della Supercoppa di Lega di Prima Divisione. Il 5 giugno la comproprietà viene risolta a favore del club ligure, che riscatta interamente il cartellino del centrocampista. Esordisce in Serie B il 22 settembre 2012 in Spezia-Sassuolo (0-2).
Il 15 agosto 2013 si trasferisce in prestito con diritto di riscatto (per una cifra già fissata di 100.000 euro) al Carpi, neopromosso in Serie B, con cui nel 2015 centra una storica promozione in Serie A con quattro giornate d'anticipo. Esordisce in Serie A il 30 agosto 2015 in Carpi-Inter (1-2). Mette a segno la sua prima rete in massima serie il 9 gennaio 2016 nel successo contro l'Udinese (2-1). Si ripete otto giorni dopo aprendo le marcature nella vittoria, sempre per 2-1, contro la Sampdoria. Termina la stagione – conclusa con la retrocessione del Carpi in Serie B – con 27 presenze e 3 reti.
L'11 agosto 2017 passa in prestito – con obbligo di riscatto in caso di promozione in Serie A – all'Empoli, appena retrocesso in Serie B. Il 28 aprile 2018 la squadra viene promossa in Serie A con quattro giornate d'anticipo. Per la mezzala – che ha contribuito alla promozione dell'Empoli in massima serie con 24 presenze ed un gol, realizzato nella vittoria in trasferta per 4-2 contro il Frosinone – si tratta del secondo campionato vinto in Serie B. 
Non trovando spazio in rosa, il 15 gennaio 2019 scende di categoria, trasferendosi in prestito con diritto di riscatto al Padova, in Serie B. Il 19 agosto 2019 firma un biennale con il Venezia. Il 29 settembre 2020 viene tesserato dal Bari, in Serie C; dopo aver collezionato 32 presenze in una stagione e mezza in maglia biancorossa, il 27 gennaio 2022 passa a titolo temporaneo al Legnago, altro club di terza divisione. Il 26 luglio 2022 viene ingaggiato dalla Reggina, che il 1º settembre 2022 lo cede a titolo definitivo alla Triestina, in Serie C.
Nel 2023 viene tesserato dal Siena, ammesso in sovrannumero al campionato di Eccellenza dopo l'esclusione dal campionato di Serie C a causa di inadempienze finanziarie. Il 17 marzo 2024 il Siena viene promosso in Serie D con quattro giornate d'anticipo.
Il 26 luglio 2025 passa a parametro zero al Viareggio, militante in Eccellenza Toscana.

## Statistiche

### Presenze e reti nei club
Statistiche aggiornate al 26 luglio 2025.
| Stagione        | Squadra         | Campionato      | Campionato | Campionato | Coppe nazionali | Coppe nazionali | Coppe nazionali | Coppe continentali | Coppe continentali | Coppe continentali | Altre coppe | Altre coppe | Altre coppe | Totale | Totale | Totale |
| Stagione        | Squadra         | Comp            | Pres       | Reti       | Comp            | Pres            | Reti            | Comp               | Pres               | Reti               | Comp        | Pres        | Reti        | Pres   | Reti   |        |
| --------------- | --------------- | --------------- | ---------- | ---------- | --------------- | --------------- | --------------- | ------------------ | ------------------ | ------------------ | ----------- | ----------- | ----------- | ------ | ------ | ------ |
| 2009-2010       | Spezia          | 2D              | 11+3       | 0          | CI-LP           | 1               | 0               | -                  | -                  | -                  | -           | -           | -           | 15     | 0      |        |
| 2010-2011       | Spezia          | 1D              | 15         | 0          | CI+CI-LP        | 1+1             | 0               | -                  | -                  | -                  | -           | -           | -           | 17     | 0      |        |
| 2011-2012       | Spezia          | 1D              | 18         | 0          | CI+CI-LP        | 0+6             | 1               | -                  | -                  | -                  | SL-PD       | 0           | 0           | 24     | 1      |        |
| 2012-2013       | Spezia          | B               | 18         | 1          | CI              | 1               | 0               | -                  | -                  | -                  | -           | -           | -           | 19     | 1      |        |
| ago. 2013       | Spezia          | B               | 0          | 0          | CI              | 1               | 0               | -                  | -                  | -                  | -           | -           | -           | 1      | 0      |        |
| Totale Spezia   | Totale Spezia   | Totale Spezia   | 62+3       | 1          |                 | 11              | 1               |                    | -                  | -                  |             | 0           | 0           | 76     | 2      |        |
| ago. 2013-2014  | Carpi           | B               | 34         | 2          | CI              | -               | -               | -                  | -                  | -                  | -           | -           | -           | 34     | 2      |        |
| 2014-2015       | Carpi           | B               | 35         | 3          | CI              | 1               | 0               | -                  | -                  | -                  | -           | -           | -           | 36     | 3      |        |
| 2015-2016       | Carpi           | A               | 27         | 3          | CI              | 3               | 0               | -                  | -                  | -                  | -           | -           | -           | 30     | 3      |        |
| 2016-2017       | Carpi           | B               | 37+4       | 0+1        | CI              | 1               | 0               | -                  | -                  | -                  | -           | -           | -           | 42     | 1      |        |
| Totale Carpi    | Totale Carpi    | Totale Carpi    | 133+4      | 8+1        |                 | 5               | 0               |                    | -                  | -                  |             | -           | -           | 142    | 9      |        |
| 2017-2018       | Empoli          | B               | 24         | 1          | CI              | -               | -               | -                  | -                  | -                  | -           | -           | -           | 24     | 1      |        |
| 2018-gen. 2019  | Empoli          | A               | 0          | 0          | CI              | 0               | 0               | -                  | -                  | -                  | -           | -           | -           | 0      | 0      |        |
| Totale Empoli   | Totale Empoli   | Totale Empoli   | 24         | 1          |                 | 0               | 0               |                    | -                  | -                  |             | -           | -           | 24     | 1      |        |
| gen.-giu. 2019  | Padova          | B               | 13         | 0          | CI              | -               | -               | -                  | -                  | -                  | -           | -           | -           | 13     | 0      |        |
| 2019-2020       | Venezia         | B               | 28         | 0          | CI              | -               | -               | -                  | -                  | -                  | -           | -           | -           | 28     | 0      |        |
| 2020-2021       | Bari            | C               | 29+2       | 0          | CI              | 0               | 0               | -                  | -                  | -                  | -           | -           | -           | 31     | 0      |        |
| 2021-gen. 2022  | Bari            | C               | 1          | 0          | CI-C            | 0               | 0               | -                  | -                  | -                  | -           | -           | -           | 1      | 0      |        |
| Totale Bari     | Totale Bari     | Totale Bari     | 30+2       | 0          |                 | 0               | 0               |                    | -                  | -                  |             | -           | -           | 32     | 0      |        |
| gen.-giu. 2022  | Legnago         | C               | 16         | 0          | CI-C            | -               | -               | -                  | -                  | -                  | -           | -           | -           | 16     | 0      |        |
| 2022-2023       | Triestina       | C               | 22+2       | 0          | CI-C            | 1               | 0               | -                  | -                  | -                  | -           | -           | -           | 25     | 0      |        |
| 2023-2024       | Siena           | Ecc.            | 30         | 3          | -               | -               | -               | -                  | -                  | -                  | -           | -           | -           | 30     | 3      |        |
| 2024-2025       | Siena           | D               | 16         | 0          | CI-D            | 1               | 0               | -                  | -                  | -                  | -           | -           | -           | 17     | 0      |        |
| Totale Siena    | Totale Siena    | Totale Siena    | 46         | 3          |                 | 1               | 0               |                    | -                  | -                  |             | -           | -           | 47     | 3      |        |
| 2025-2026       | Viareggio       | Ecc.            | -          | -          | -               | -               | -               | -                  | -                  | -                  | -           | -           | -           | -      | -      |        |
| Totale carriera | Totale carriera | Totale carriera | 385        | 14         |                 | 18              | 1               |                    | -                  | -                  |             | 0           | 0           | 403    | 15     |        |

## Palmarès

### Club

#### Competizioni nazionali
- Lega Pro Prima Divisione: 1

Spezia: 2011-2012 (Girone B)
- Coppa Italia Lega Pro: 1

Spezia: 2011-2012
- Supercoppa di Lega di Prima Divisione: 1

Spezia: 2012
- Campionato italiano di Serie B: 2

Carpi: 2014-2015
Empoli: 2017-2018

#### Competizioni regionali
- Eccellenza Toscana: 1

Siena: 2023-2024 (Girone B)